# Pã (satélite)

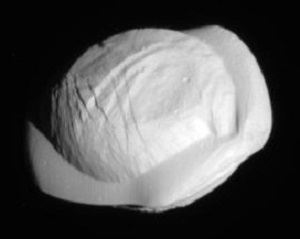
Pã, fotografada pela sonda Cassini-Huygens em 2017

Pã é um satélite natural de Saturno que orbita o interior do anel A e ajuda a "limpar" a divisão Encke.
Também chamado de Saturno VIII, possui diâmetro de 28,4 km e orbita Saturno a uma distância de 133 583 km. Leva 7 horas e 55 minutos para completar uma volta em torno do planeta.
Foi descoberto em julho de 1990 por Mark R. Showalter a partir de fotografias tiradas pela Voyager 2 em 1981, durante seu encontro com Saturno, e foi designado provisoriamente de S/1981 S 13.